# Tour Saint-Gobain
O Tour Saint-Gobain (conhecido como Tour M2) é um arranha-céu de escritórios em Courbevoie, em La Défense, o distrito comercial da área metropolitana de Paris.
Abriga a sede da empresa francesa Saint-Gobain. Mede 177,95 metros do solo.
A primeira pedra foi lançada em 19 de abril de 2017 por Pierre-André de Chalendar, Presidente e CEO da Saint-Gobain, Gabriele Galateri di Genola, Presidente da Generali, e Xavier Huillard, Presidente e CEO da Vinci.